# Balcanoslavica
„Balcanoslavica“ е научно историческо и филологическо списание от Северна Македония, издание на Института за старославянска култура в Прилеп.
„Balcanoslavica“ започва да излиза в 1972 година. Списанието отразява интердисциплинарния характер на Института и в него излизат материали от областта на историята, археологията, историята на изкуството, антропологията, лингвистиката, археографията, етнологията и фолклора.